# Белуџистан (Пакистан)
Белуџистан (урду: بلوچستان) је покрајина Пакистана, највећа по површини у држави. Покрајина обухвата површину од око 347.190 km², а у њој је по процени из 2008. живело око 6.500.000 становника. Главни и највећи град је Квета. Покрајина је добила име по народу Белуџи, који је и најбројнији народ на њеном подручју. Пакистански Белуџистан обухвата највећи део историјске регије Белуџистан. Покрајине Пакистана са којима се Белуџистан граничи су Пенџаб, Синд и Племенска подручја под федералном управом. На југу излази на Арапско море, а на западу се граничи са иранским делом Белуџистана. За покрајину се верује да је богата минералним богатствима, а она је, после Синда, највећи снабдевач државе природним гасом.